# Żamczużyna
Żamczużyna (biał. Жамчужына, ros. Жемчужина) – przystanek kolejowy w pobliżu miejscowości Podlesie Kamienieckie, w rejonie brzeskim, w obwodzie brzeskim, na Białorusi. Leży na linii Kijów – Chocisław – Brześć.